# Variable irregular lenta

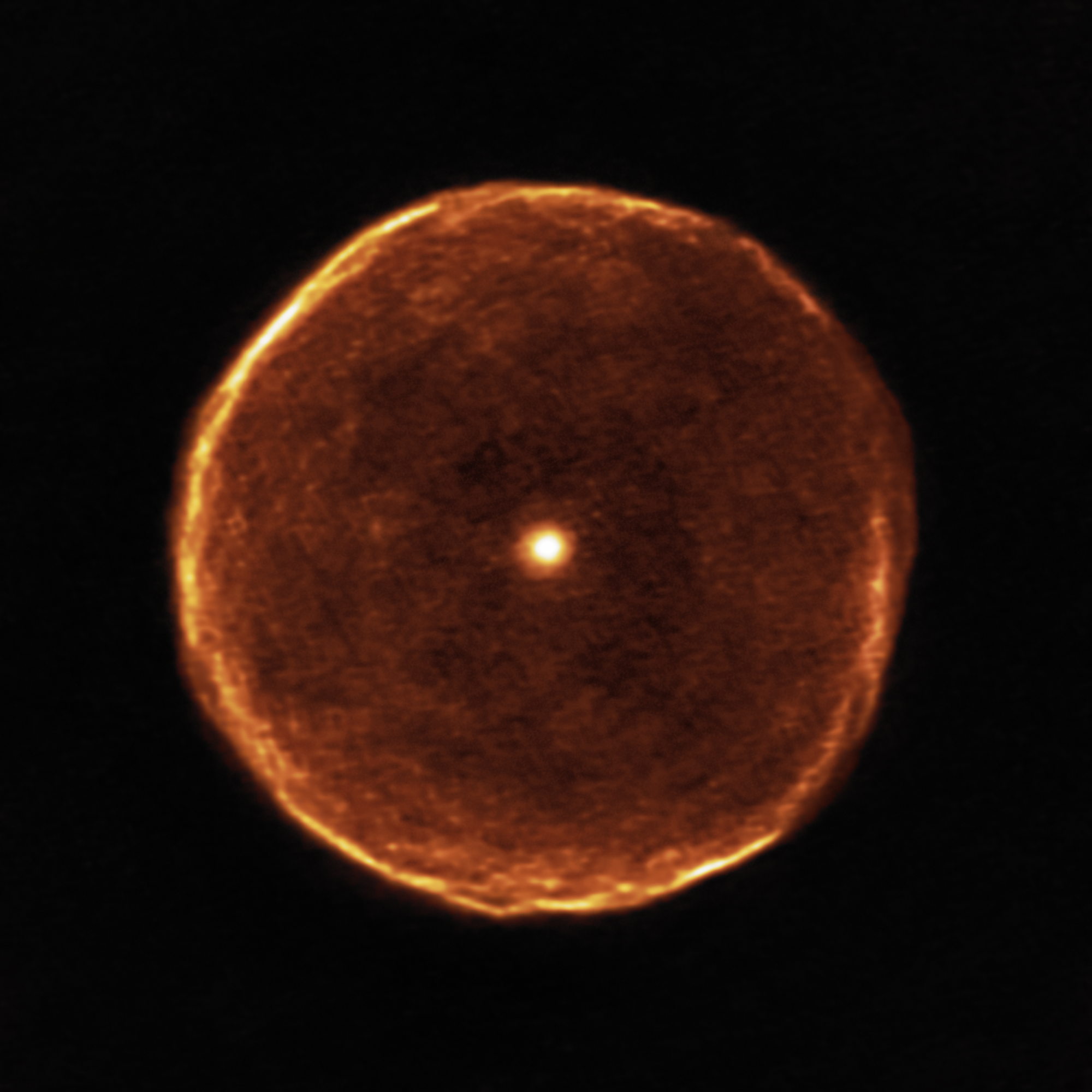
Foto que mostra l'embolcall de gas de la variable irregular lenta (LB) U Antliae.

Una variable irregular lenta (adscrit al GCVS com L, LB i LC) és una estrella variable que no presenta periodicitat o té una periodicitat molt poc definida en les seves emissions de llum que canvien lentament. Aquestes estrelles sovint han estat poc estudiades i, una vegada que es coneix més, es reclassifiquen en altres categories, com ara variables semiregulars.

## Nomenclatura
Les estrelles variables irregulars van rebre per primera vegada acrònims basats en la lletra "l": Ia, Ib. i Ic. Posteriorment, es van refinar de manera que es van utilitzar els codis I estrelles variables "nebulars" o "ràpidament irregulars", com ara variables T Tauri i Orió. La resta d'estrelles irregulars, gegants i supergegants de tipus lent o fred que varien lentament, es van reassignar a Lb i Lc. Quan el Catàleg General d'Estrelles Variables va estandarditzar les seves sigles en majúscules, es van utilitzar els codis LB i LC.

### Tipus Lb
Variables irregulars lentes de tipus espectrals tardans (K, M, C, S); per regla general, són gegants.
El GCVS també afirma per donar aquest tipus a variables vermelles irregulars lentes on no es coneix la lluminositat o tipus espectral, tot i que també utilitza el tipus L per a estrelles vermelles irregulars lentes on el tipus espectral o lluminositat no és clar. L'estrella K5 CO Cygni es dona com a exemple representatiu
Supergegants variables Irregulars de tipus espectrals tardans havent-hi amplituds d'aproximadament 1 mag en V
El supergegant M2 TZ Cassiopeiae es dona com a exemple representatiu.

## Llista
| Assenyalament (nom)    | Constel·lació   | Descoberta    | Magnitud aparent (Màxim) | Magnitud aparent (Mínim) | Gamma de magnitud | Tipus espectral | Subtype | Comentari |
| ---------------------- | --------------- | ------------- | ------------------------ | ------------------------ | ----------------- | --------------- | ------- | --------- |
| U Antliae              | Antlia          |               | 8m.1 (p)                 | 9m.7 (p)                 | 16,0              | N:v             | Lb      |           |
| Beta Pegasi            | Pegasus         | Schmidt, 1847 | 2m.31                    | 2m.74                    | 43,00             | M2.3 II-III     | Lb      |           |
| Epsilon Pegasi (Enif)  | Pegasus         |               | 0m.7                     | 3m.5                     | 28,0              | K2 Ib           | Lc      |           |
| TX Piscium             | Pisces          |               | 4m.79                    | 5m.20                    | 42,00             | C5 III          | Lb      |           |
| Alfa Scorpii (Antares) | Scorpius        |               | 0m.88                    | 1m.16                    | 28,00             | M1.5 Iab-b      | Lc      |           |
| Alfa Tauri (Aldebaran) | Taurus          |               | 0m.75                    | 0m.95                    | 20,00             | K5 III          | Lb      |           |
| Mu Geminorum           | Gemini          |               | 2m.75                    | 3m.02                    | 28,00             | M3 III          | Lb      |           |
| BE Camelopardalis      | Camelopardalis  |               | 4m.35                    | 4m.48                    | 13,00             | M2 II           | Lc      |           |
| Tau4 Eridani           | Eridanus        |               | 3m.57                    | 3m.72                    | 15,00             | M3 III          | Lb      |           |
| 13 Boötis              | Bootes          |               | 5m.29                    | 5m.38                    | 9,00              | M2 IIIab        | Lb      |           |
| Psi Virginis           | Virgo           |               | 4m.73                    | 4m.96                    | 23,00             | M3 III          | Lb      |           |
| V854 Arae              | Ara             |               | 5m.84                    | 5m.99                    | 12,00             | M1.5 III        | Lb      |           |
| 62 Sagittarii          | Sagittarius     |               | 4m.45                    | 4m.62                    | 17,00             | M4 III          | Lb      |           |
| CQ Camelopardalis      | Camelopardalis  |               | 5m.15                    | 5m.27                    | 12,00             | M0 II           | Lc      |           |
| Pi Aurigae             | Auriga          |               | 4m.24                    | 4m.34                    | 10,00             | M3.5 II         | Lc      |           |
| NO Aurigae             | Auriga          |               | 6m.06                    | 6m.44                    | 58,00             | M2 Iab          | Lc      |           |
| Omicron1 Canis Majoris | Canis Important |               | 3m.78                    | 3m.99                    | 21,00             | M2.5 Iab        | Lc      |           |
| Sigma Canis Majoris    | Canis Important |               | 3m.43                    | 3m.51                    | 8,00              | M1.5 Iab        | Lc      |           |
| NS Puppis              | Puppis          |               | 4m.4                     | 4m.5                     | 1,0               | K3 Ib           | Lc      |           |
| Lambda Velorum         | Vela            |               | 2m.14                    | 2m.30                    | 16,00             | K4 Ib-IIa       | Lc      |           |
| V337 Carinae           | Carina          |               | 3m.36                    | 3m.44                    | 8,00              | K3 II           | Lc      |           |
| GZ Velorum             | Vela            |               | 3m.43                    | 3m.81                    | 38,00             | K3 II           | Lc      |           |
| RX Telescopii          | Telescopium     |               | 6m.6                     | 7m.4                     | 8,0               | M3 Iab          | Lc      |           |

## Altres variables irregulars
Hi ha un número d'altres tipus de les estrelles variables que no tenen clarament períodes detectables, i que són de vegades referides com variables tan irregulars:
- Variables γ Cassiopeiae, eruptives
- Variables Orió,estrelles pre-seqüència principal, incloses estrelles T Tauri i estrelles YY Orionis
- Variables irregulars ràpides, possiblement similars a les variables Orió amb període més curt
- Estels variables irregulars mal definits, de tipus desconegut

A més a més, molts tipus d'eruptives o cataclísmiques la variable és altament imprevisible.